# Campeonato Paraguayo de Fútbol 1923
El Campeonato Paraguayo de Fútbol de 1923 fue la decimosexta edición del principal torneo de fútbol de Paraguay.
El campeón del torneo fue el Club Guaraní quienes obtuvieron su cuarto campeonato en la primera categoría.

## Desarrollo
|  | Campeón.    |
|  | Descendido. |

| Equipo                |
| --------------------- |
| Club Guaraní          |
| Club Olimpia          |
| Club Cerro Porteño    |
| Atlántida Sport Club  |
| Club Sol de América   |
| Club Nacional         |
| Club Presidente Hayes |
| Club Libertad         |
| Club River Plate      |
| Sastre Sports Club    |

| Bandera de Paraguay  |
| Campeón Club Guaraní |
| Cuarto título        |